# Blackford (South Somerset)
Blackford – wieś w Anglii, w hrabstwie Somerset, w dystrykcie (unitary authority) Somerset. Leży 47 km na południe od miasta Bristol i 173 km na zachód od Londynu.